# 龐德
龐德（184年前—219年），亦作龐悳，字令明，涼州南安狟道（今甘肅省天水市武山縣四門鎮）人；東漢末年名將，武藝出眾、膽烈過人，原屬馬超父子，後於建安二十年（215年）隨張魯歸順曹操。官至立義將軍、關門亭侯，死後被曹丕諡曰壯侯。

## 生平

### 早年
庞德生年不详。當時涼州刺史耿鄙委任治中程球，程球為貪官，士人怨之。 
漢靈帝中平元年（184年）十一月，胡人北宮伯玉與先零羌人聯合起兵反叛漢，朝廷欲討伐叛亂。耿鄙徵馬騰為軍從事，統領部隊，龐德為郡吏州从事。马腾作乱，杀耿鄙，加入凉州叛军。初平年间，马腾被招安为军司马，庞德随其攻擊反叛羌氐，征戰有功，升遷至校尉。

### 果敢善戰
獻帝建安七年（202年），曹操討伐袁譚於黎陽，袁谭向其弟袁尚求救，袁尚遣河東太守郭援、并州刺史高幹及南匈奴单于呼廚泉等略取河東，曹操使鍾繇率關中諸將征討之。龐德隨馬騰之子馬超拒郭援、高幹於平陽，龐德為先鋒，進攻郭援、高幹，大破其軍，親自斬下郭援首級。呼廚泉、高幹投降。龐德因功官拜中郎將、封都亭侯。
建安十年（205年），張白騎作叛于弘農，龐德復隨馬騰往征，破叛軍於東西肴山之間。每次交戰，龐德常陷陣卻敵，勇冠馬騰軍隊。後馬騰被徵為衛尉，龐德便留屬馬超。

### 跟隨多主
建安十八年（213年），龐德跟隨馬超起兵反曹操，被打敗後，随馬超奔漢中依附張魯。馬超因受張魯部將排擠而轉投劉備，龐德仍追隨張魯。後曹操攻漢中，張魯投降，龐德也跟著歸順曹操。曹操久聞龐德勇猛善戰，於是任命他為立義將軍，封關門亭侯，邑三百户。

### 授命叱敵

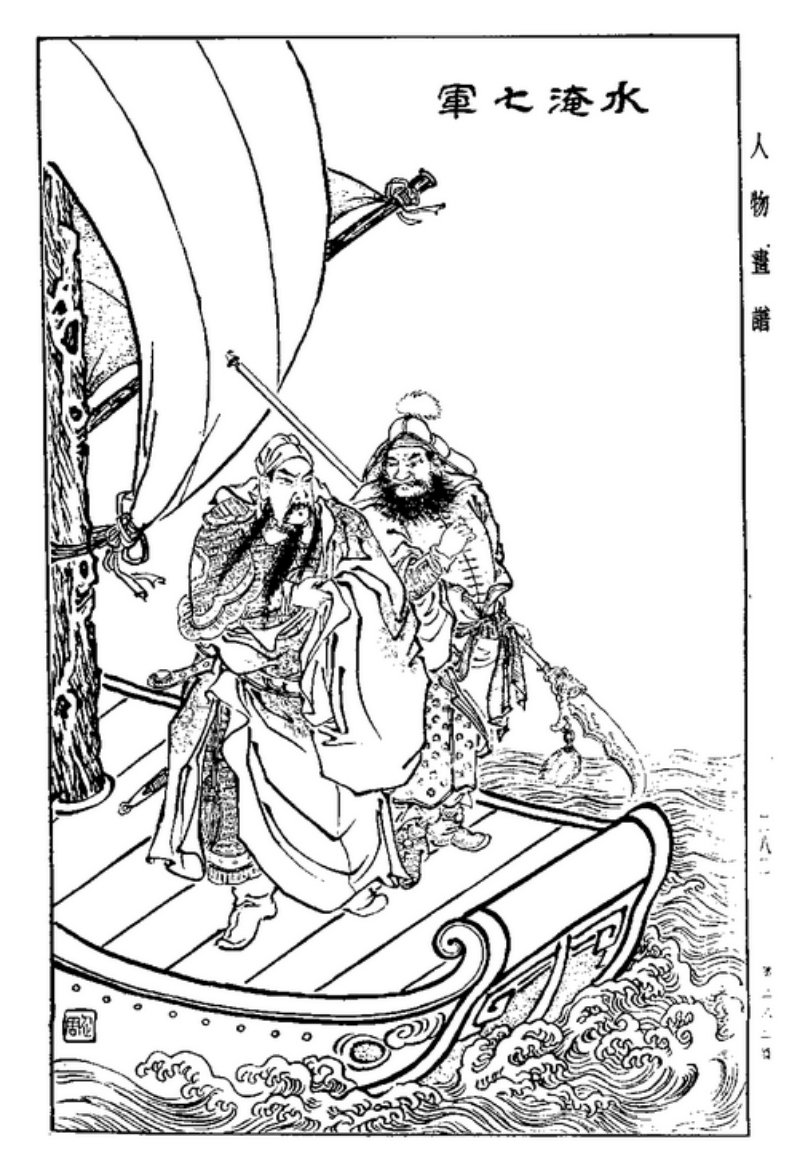
龐德遭關羽水淹七軍擊敗

建安二十三年（218年）十月，侯音、衛開等人據宛城造反，龐德跟隨曹仁攻陷宛城，次年（219年）正月，斬侯、衛二人，後遂屯駐樊城，討伐關羽。因龐德堂兄龐柔時在漢中，樊城眾將懷疑龐德的忠誠。龐德為表清白，常說：「我受國恩，義在效死。我欲身自擊羽。今年我不殺羽，羽當殺我。」後龐德親自和關羽交戰，射中關羽額頭。龐德時常騎白馬，關羽軍便稱龐德「白馬將軍」，甚為忌憚。
曹仁使龐德屯駐樊北十里。後因戰況不利，曹操派于禁率領七軍援救樊城，適逢接連十餘日大雨，漢水暴涨，水高五至六丈，龐德、于禁與諸將避水上堤。關羽乘機領水軍攻之，以大船包圍四面射向堤上。龐德被甲持弓，向關羽軍射箭，箭無虛發。將軍董衡、部曲將董超等欲投降，皆被龐德處斬。自早晨力戰至中午，關羽愈攻愈急，箭矢耗盡，以短兵接戰。龐德對督將成何說：「吾聞良將不怯死以苟免，烈士不毀節以求生，今日，我死日也。」龐德愈戰愈勇，然而水浸愈盛，當場的約三萬兵馬皆被迫投降。龐德與麾下將領一人，五伯二人，遂乘小船欲逃往曹營。但小船翻覆，弓矢皆失，龐德抱船落入水中，為關羽所生擒。

### 以死示忠
其後于禁投降，龐德卻直立而不跪，关羽向庞德劝降，說：「卿兄在漢中，我欲以卿為將，不早降何為？」庞德罵關羽說：「豎子，何謂降也！魏王帶甲百萬，威振天下。汝劉備庸才耳，豈能敵邪！我寧為國家鬼，不為賊將也。」遂為關羽所殺。曹操得悉後為之流涕，嘆息說：「吾知（于）禁三十年，何意臨危處難，反不如龐德邪！」封其二子為列侯。曹丕即位，遣使往庞德墓，賜諡壯侯。
正始四年（243年），龐德得享从祀于曹操庙庭。

## 家庭

### 堂兄弟
- 龐柔

### 子
- 龐會等兩人在龐德死後被魏文帝曹丕封為關內侯，邑各百戶。數十年後，龐會跟隨鍾會、鄧艾出征蜀漢，破成都，為其父報仇而屠滅關家後裔。（此說真實性有待商榷。王隱所著《蜀記》錯謬之處、所在多有，裴松之謂其不然：此事有傷陰德，亦錯失為將之道。彼時各為其主，羽不得以而殺德，何其會能因而滅盡關氏？大節虧失，徒汙其父義名耳。)[6][7]。

## 評價
- 曹操：「吾知禁三十年，何意臨危處難，反不如龐德邪！」
- 陳壽：「龐德授命叱敵，有周苛之節。」
- 曹丕：“昔先軫喪元，王蠋絕脰，隕身徇節，前代美之。惟侯式昭果毅，蹈難成名，聲溢當時，義高在昔，寡人湣焉，諡曰壯侯。（魏文帝：曹丕即魏王位後，就派使者到龐惪的墳墓前賜他諡號，策書說「從前先軫喪命，王蠋自縊，為保全自己的節操而獻出生命，古人讚美他們。只有您顯示出果敢剛毅，赴難成名，名揚當世，節義高過往昔，我非常的哀憐啊，賜諡號為「壯侯」。）”
- 傅玄《乘輿馬賦》：“馬超破蘇氏塢，塢中有駿馬百餘匹，自超以下懼爭取肥好者。將軍龐德獨取一騧馬，形陋既醜，眾笑之。其後馬超戰于渭南，逸足電發，追不可遞，眾乃服。”[8]
- 王应麟：“宁为国家鬼，不为贼将”，则有魏樊城之庞德。“宁为国家鬼，不为羌贼臣”，则有晋河南之辛恭靖。之人也，英风劲气，如严霜烈日，千载如生。其视叛臣要利者，犹犬彘也。
- 罗贯中：威武不能屈，节操不能改。生当立金銮，死尚披铁铠。烈烈大丈夫，垂名昭千载。南安庞令明，日月竞光彩。
- 毛宗岗：关公初欲与马超比试，而今与马超之部将争锋，是与战马超无异也。马超既与关公为一家，而庞德乃与关公死战，是亦与战马超无异也。以关公敌马超，犹未为损重；而以庞德斗马超，毋乃为背主乎？其后既不肯背曹操而降关公，其初何以背马腾而降曹操？故庞德之死，君子无取焉。
- 李贽：庞德舁榇而行，志已必不两立，非彼即此，定当一伤．此亦丈夫图事之法也。天下事只有成败两途；成则为王，败则为寇，此定理也，何必畏首畏尾以取笑天下乎？如庞德者，真丈夫图事之样子也，可取可取。云长欲降庞德，庞德不降。两两丈夫，俱堪敬服。
- 钟敬伯：将军战死沙场，幸也。庞德舁榇而行，何哉！天下成败两途，原不并立，其有死无二，百折不回，须眉丈夫，决不可无此壮志。

## 藝術形象

### 三國演義
在小說中，龐德與馬岱是馬超的左右手兼智囊。曾据马超所做噩梦判断马腾已遇害。
- 在西涼聯合進攻的時候，與馬岱作為馬超手下參戰而登場。西涼軍合共二十萬兵馬，進軍長安。鍾繇不敵馬岱而進長安城堅守，當時城固而不能攻下，龐德向馬超獻策：“長安城堅固難以攻下，但是城裡的水质和土壤不适合耕种和使用所以一般物资都是从城外运输。城中也沒有柴。现在圍城十天，士卒和平民都没有物资支援。只要我們收兵，城内一定会有人出来运粮。再派人混在运粮兵中，可以里应外合。”马超用其计而退兵，果然鍾繇派人出城砍柴打水，五天後馬超軍又來犯，鍾繇收人歸城又閉城不出。三更時分城門被混入城中的龐德軍放火，鍾繇弟鍾進趕至救援，措手不及而被龐德斬于馬下。龐德斬下城門鎖和軍校，放大軍進城，鍾繇退守潼關。
- 在〈第五十八回〉和〈第五十九回〉的潼關之戰中，與馬岱連戰曹軍，最終失敗並隨馬超投奔張魯，但馬超請命前往葭萌關大戰到投向劉備的期間，龐德卻臥病不能隨行而留在漢中。
- 在〈第六十七回〉中，張魯受到曹操進攻漢中，眾將不能敵而驚慌。張魯部屬阎圃提議讓龐德出戰，張魯大喜，龐德被命後參戰。曹操聽聞龐德之勇，想得到龐德，派出張郃、夏侯淵、徐晃、許褚四將；欲以車輪戰之法耗其体力。龐德無懼，逐一與之單挑，四將略戰而退[9]并稱讚其武藝。一战之后，曹操更想得到龐德，商議怎樣令他投降，賈詡建議賄賂貪得無厭的楊松，并以詐敗计引龐德入曹軍營寨，在夜更時分突襲營寨。事情和賈詡部署一樣，張魯看了楊松的書簡，説龐德被曹操賄賂，張魯憤怒誓要斬龐德。阎圃勸諫，張魯責令龐德：“你明日不勝，處斬。”龐德抱著悲痛退下。第二天，許褚詐逃，龐德追至，但中了陷阱掉進坑裡被活捉。曹操親自鬆綁招降，龐德回想張魯的不仁而投降。

- 歸曹後的期間，曾參與逍遙津之戰[10]和漢中之戰[11]，并斩杀吴将陈武，但陳壽的《三國志》僅有龐德歸順後被任命為立义将军，封关门亭侯，並無後續。

- 到〈第七十四回〉的樊城之戰前，曹操提及故主马超和其從兄庞柔，庞德親口說明其杀嫂一事来交代和龐柔恩已断，与马超各事其主，旧义已绝[12]，并且带着一口棺材去和关羽战斗。拯救在樊城的曹仁時，命為于禁的副將，在救援中途被小說人物周倉在水中擒獲，最後與史實無差。

### 影視
- 1994年電視劇《三國演義》：张元鹏
- 2004年电视剧《武圣关公》：嘎子
- 2010年電視劇《三国》：田翔

### 動漫遊戲
- 真三國無雙系列 / 無雙OROCHI系列（光榮公司開發，森田成一配音）
- 三國志
- 三國演義
- 《蒼天航路》（王欣太）
- 《火鳳燎原》（陳某）:於長安風雲篇中登場，在馬騰攻打長安時，同時由龐德攻打西涼，遇上由西涼敗退的張遼，在官渡之戰後殺死蔣奇並和張飛交手，張飛評價龐德之武藝可比關羽，同時評價張飛之武藝可比馬超，在壺關中救走被郭援俘虜的賈逵，後殺害郭援。

## 延伸阅读
[在维基数据编辑]
 《三國志·卷18》，出自陳壽《三國志》
 在维基共享资源阅览影像